# Лаос на Светском првенству у атлетици на отвореном 2013.
Лаос је учествовао на Светском првенству у атлетици на отвореном 2013. одржаном у Москви од 10. до 18. августа а представљао га је један такмичар који се такмичио у трци на 110 м препоне.,
На овом првенству Лаос није освојио ниједну медаљу а постигнут је један најбољи резултат у сезони.

## Резултати

### Мушкарци
| Атлетичар      | Дисциплина    | Лични рекорд        | Квалификације | Квалификације | Полуфинале           | Полуфинале           | Финале               | Финале       | Детаљи |
| Атлетичар      | Дисциплина    | Лични рекорд        | Резултат      | Место         | Резултат             | Место                | Резултат             | Место        | Детаљи |
| -------------- | ------------- | ------------------- | ------------- | ------------- | -------------------- | -------------------- | -------------------- | ------------ | ------ |
| Xaysa Anousone | 110 м препоне | 14,62 (+0,9 m/s) НР | 16,21 ЛРС     | 8. у гр 2     | Није се квалификовао | Није се квалификовао | Није се квалификовао | 33 / 33 / 34 |        |